# Бдолах (смола)
Бдолах (ивр. bedolach‎, аккад. budulhu) — ароматическая смола кустарника с тем же названием, растущего в восточной Индии и Африке. Упоминается в Торе:
- «И золото той земли хорошее; там бдолах и камень оникс» (Быт. 2:12);
- «Манна же была подобна кориандровому семени, видом, как бдолах» (Чис. 11:7)

Возможно, это была светло-жёлтая душистая и прозрачная смола бальзамового дерева Balsamodendron, произраставшего в Нубии, Аравии и Индии. Эта смола, известная латинским авторам под названием bdellium, была предметом торговли в Древнем Египте.